# Maipuridjana
Maipuridjana, potpleme Okômoyána, američkih Indijanaca porodice Cariban iz brazilske države Pará, sjeverno od rijeke Amazone. Maipuridjane pripadaju široj grupi Trio, i srodni su plemenima Pianokotó, Pirëuyana, Arimiyana (Arimihoto), Aramayana (Aramagóto), Aramiso (Aramicho) i Maraso.
Danas Okômoyána žive u Kwamalasamutu-u s još 11 drugih plemena: Tiriyó, Saketa, Maraso, Sirewu, Katwená/Tunayana, Aramayana, Mawayana, Sikiyana, Pireuyana, Akuriyó i Wai-Wai. 